# Tell me your plans
Tell Me Your Plans is een single van de Amerikaanse band The Shirts, afkomstig van het debuutalbum "The Shirts" uit 1978. In september dat jaar werd het nummer op single uitgebracht. De plaat werd uitsluitend een hit in het Nederlandse taalgebied.

## Achtergrond
In Nederland werd de plaat op maandag 18 september 1978 door dj Frits Spits in zijn radioprogramma De Avondspits verkozen tot de 9e NOS Steunplaat van de week en op vrijdagavond 29 september 1978 was de plaat Veronica Alarmschijf in de één uur zendtijd die de omroep destijds had op Hilversum 3. Het nummer werd een grote hit in de drie toenmalige hitlijsten op de nationale publieke popzender. De plaat bereikte de 4e positie in zowel de Nederlandse Top 40 als de TROS Top 50. In de Nationale Hitparade werd de 8e positie bereikt. In de Europese hitlijst op Hilversum 3, de TROS Europarade, werd de 9e positie bereikt.
In België werd de 6e positie bereikt in zowel de voorloper van de Vlaamse Ultratop 50 als de Vlaamse Radio 2 Top 30. In Wallonië werd geen notering behaald.
Sinds de editie van december 2001 stond de plaat tot 2014 in de jaarlijkse NPO Radio 2 Top 2000 van de Nederlandse publieke radiozender NPO Radio 2, met als hoogste notering een 1046e positie in 2001.

## NPO Radio 2 Top 2000
| Nummer met noteringen in de NPO Radio 2 Top 2000 | '99  | '00 | '01  | '02  | '03  | '04  | '05  | '06  | '07 | '08  | '09  | '10  | '11  | '12  | '13  | '14  |
| ------------------------------------------------ | ---- | --- | ---- | ---- | ---- | ---- | ---- | ---- | --- | ---- | ---- | ---- | ---- | ---- | ---- | ---- |
| Tell me your plans                               | 1262 | -   | 1046 | 1239 | 1451 | 1279 | 1732 | 1817 | -   | 1833 | 1949 | 1681 | 1762 | 1691 | 1676 | 1969 |

1. ↑  Een '-' betekent dat het nummer niet was genoteerd en een vetgedrukt getal geeft de hoogste notering aan.
2. ↑  Deze tabel is bijgewerkt tot en met de laatste editie (2024).